# Parque de Barreiro
El parque de Barreiro es una zona verde y uno de los parques que existen en la ciudad española de Vigo. Se localiza en la zona de la Buciña, en la parroquia de Lavadores, y tiene una extensión de 2,6 hectáreas. Contiene varias especias de árboles autóctonas, así como un pequeño estanque de aves. En 2023 hubo una plaga de ratas que afectó al estanque.